# نورباکیت تنگیزبایف
نورباکیت تنگیزبایف (انگلیسی: Nurbakyt Tengizbayev؛ زادهٔ ۱۰ آوریل ۱۹۸۳) کشتی‌گیر اهل قزاقستان است.